# Lyonne
Die Lyonne ist ein Fluss in Frankreich, der im Département Drôme in der Region Auvergne-Rhône-Alpes verläuft. Sie entspringt im Regionalen Naturpark Vercors, knapp östlich des Gebirgspasses Col de la Bataille, an der Gemeindegrenze von Omblèze und Bouvante, entwässert generell Richtung Nord bis Nordost und mündet nach rund 22 Kilometern an der Gemeindegrenze von Saint-Thomas-en-Royans und Saint-Laurent-en-Royans als linker Nebenfluss in die Bourne.

## Orte am Fluss
(Reihenfolge in Fließrichtung)
- Bouvante le Haut (Gemeinde Bouvante)
- Saint-Martin-le-Colonel
- Oriol-en-Royans
- Saint-Jean-en-Royans
- Saint-Thomas-en-Royans

## Sehenswürdigkeiten
- Schlucht Gorges de la Lyonne unterhalb von Bouvante le Haut